# Wąsowo
Wąsowo (prononciation : [vɔ̃ˈsɔvɔ]) est un village polonais de la gmina de Kuślin dans le powiat de Nowy Tomyśl de la voïvodie de Grande-Pologne dans le centre-ouest de la Pologne.
Il se situe à environ 2 kilomètres au nord de Kuślin (siège de la gmina), à 10 kilomètres au nord-est de Nowy Tomyśl (siège du powiat) et à 46 kilomètres à l'ouest de Poznań (capitale régionale).

## Histoire
De 1793 à 1918, Wonsowo fait partie de l'arrondissement de Kosten jusqu'en 1818 puis de l'arrondissement de Buk jusqu'en 1887 puis de l'arrondissement de Neutomischel dans le district de Posen au sein de la province de Posnanie.
De 1975 à 1998, le village faisait partie du territoire de la voïvodie de Poznań.

Depuis 1999, Wąsowo est situé dans la voïvodie de Grande-Pologne.
Le village possède une population de 1 169 habitants en 2014.